# Figlie dell'Immacolata Concezione di Maria
Le Figlie dell'Immacolata Concezione di Maria (in inglese Daughters of Mary of the Immaculate Conception) sono un istituto religioso femminile di diritto pontificio: le suore di questa congregazione pospongono al loro nome la sigla D.M.

## Storia
Nel 1904, in occasione del cinquantenario della proclamazione del dogma dell'Immacolata Concezione, il sacerdote Lucian Bojnowski eresse a New Britain un orfanotrofio e, per la cura e l'istruzione dei piccoli ospiti, riunì a una comunità di giovani donne che prese il nome di "Society of the children of Mary of the Immaculate Conception".
Le religiose dell'istituto nel 1913 estesero il loro ambito di apostolato all'assistenza alle giovani lavoratrici assumendo la direzione di una pensione a New York; nel 1924 iniziarono a dedicarsi anche all'assistenza agli anziani e nel 1941 all'assistenza ai malati cronici.
Il 22 luglio 1929 l'opera fu eretta in congregazione di diritto diocesano dal vescovo di Hartford assumendo la denominazione di "Figlie dell'Immacolata Concezione di Maria"; l'istituto ricevette il pontificio decreto di lode il 19 maggio 1939.

## Attività e diffusione
Le suore si dedicano all'istruzione e all'educazione cristiana della gioventù e alla cura di vecchi e bambini.
Le suore sono presenti in varie località degli Stati Uniti d'America; la sede generalizia è a New Britain, nel Connecticut.
Alla fine del 2011 la congregazione contava 37 religiose in 9 case.